# Bisbat de Posen
El Bisbat de Posen o Arxidiòcesi de Poznan (llatí Posnanien(sis)) és una de 14 arxidiòcesis de Polònia, amb seu a la ciutat de Poznan.

## Història
- 968: Establerta com a Diòcesi Missionera de Polònia amb seu a Poznań subordinava directament a la Santa Seu
- 1000: Transformada en Diòcesi de Poznań subordinada directament a la Santa Seu
- Segles Xi i XII: Subordinació de la Diòcesi de Poznań a l'arxidiòcesi metropolitana de Gniezno com diòcesi sufragània
- 16 de juliol de 1821: elevada a estatus d'arxidiòcesi metropolitana i unida amb l'arxidiòcesi de Gniezno en unió personal com aeque principaliter.
- 12 de novembre de 1948: dissolució de la unió entre l'arxidiòcesi de Poznań i la de Gniezno

## Esglésies especials
- Basíliques Menors: 
  - Arxicatedral de sant Pere i sant Pau a Poznan
  - Basílica de Gosty

## Diòcesis sufragànies
- Kalisz

## Llista de bisbes
| Nom | Anys de govern  | Notes |
| --- | --------------- | --- |
| Jordà | 968 – vers 983  | bisbe missioner de Polònia amb seu a Poznań, subordinat directament al papa. Mort entre 982 i 984                                                       |
| Unger | vers 983 - 1012 | bisbe missioner i des de 1000 bisbe ordinario de Poznań a l'arxidiòcesi de Gniezno.                                                                     |
| Romanus | (?) - 1030      | Incert |
| Ederam | després de 1030 | Dates desconegudes. Destrucció de la diòcesi vers 1038 per la invasió dels pagans i la invasió de Bretislau I de Bohèmia. Ederam va morir abans de 1049 |
| Franco | vers 1085       | Primer bisbe conegut després del restabliment de la diòcesi el 1076.                                                                                    |
| Eckhard | vers 1100–1103? | Dades incertes |
| Heinrich von Siegburg                                                                                       | vers 1105       | |
| Paweł | ca. 1112/1113   | |
| Bogufał I                                                                                                   | ? -1146         | |
| Pean | 1146–1152       | |
| Stefan | 1152–1159       | |
| Bernard | 1159–1164       | |
| Radwan | 1164–1172       | |
| Cherubin | 1172–1180       | |
| Arnold I | 1180–1186       | |
| Świętosław                                                                                                  | vers 1186?      | Nom i dates incerts |
| Gerward | vers 1187?      | Nom i dates incertes |
| Benedykt | 1193            | Dates incertes |
| Mrokota | ? - 1196        | |
| Arnold II                                                                                                   | 1201–1211       | Potser va iniciar el govern vers 1196 |
| Filip | 1211            | |
| Paweł | 1211–1242       | |
| Bogufał II                                                                                                  | 1242–1253       | |
| Piotr | 1253–1254       | |
| Bogufał III de Czerniejewo                                                                                  | 1254–1264       | |
| Falanta | 1265–1267       | |
| Mikołaj I                                                                                                   | 1267–1278       | |
| Jan I de Wysokowce                                                                                          | 1278–1285       | |
| Jan II Gerbicz                                                                                              | 1285–1297       | |
| Andrzej Zaremba                                                                                             | 1297–1317       | |
| Domarat Grzymała                                                                                            | 1318–1324       | |
| Jan III de Poznań                                                                                           | 1324–1335       | |
| Jan IV de Kępa                                                                                              | 1335–1346       | |
| Andrzej de Wiślica                                                                                          | 1347–1348       | després bisbe de Zwierzyniec |
| Wojciech Pałuka                                                                                             | 1348–1355       | |
| Jan V de Lutogniewo                                                                                         | 1356–1374       | |
| Mikołaj II de Górka                                                                                         | 1375–1382       | |
| Jan Kropidło                                                                                                | 1382–1384       | duc d'Oppeln, després bisbe de Włocławek, de Kamień, de Chełmno, arquebisbe de Gniezno i primat de Polònia, i altre cop bisbe de Włocławek              |
| Dobrogost de Nowy Dwór                                                                                      | 1384–1395       | després arquebisbe de Gniezno i primat de Polònia |
| Mikołaj Kurowski                                                                                            | 1395–1399       | després bisbe de Włocławek, arquebisbe de Gniezno i primat de Polònia                                                                                   |
| Wojciech Jastrzębiec                                                                                        | 1399–1412       | |
| Piotr Wysz Radoliński                                                                                       | 1413–1414       | |
| Andrzej Łaskarz Gosławski                                                                                   | 1414–1426       | |
| Mirosław Brudzewski                                                                                         | 1426–1427       | |
| Stanisław Ciołek de Żelichowo i Ostrołęka                                                                   | 1428–1437       | |
| Andrzej Bniński                                                                                             | 1438–1479       | |
| Uriel Górka                                                                                                 | 1479–1498       | |
| Jan Lubrański                                                                                               | 1498–1520       | |
| Piotr Tomicki                                                                                               | 1520–1525       | després bisbe de Cracòvia |
| Jan Latalski                                                                                                | 1525–1536       | després bisbe de Cracòvia, arquebisbe de Gniezno i primat de Polònia                                                                                    |
| Joan de Lituània                                                                                            | 1536–1538       | |
| Stanisław Oleśnicki de Pinczów                                                                              | 1538–1539       | |
| Sebastian Branicki                                                                                          | 1539–1544       | |
| Paweł Dunin Wolski                                                                                          | 1544–1546       | |
| Benedykt Izdbieński                                                                                         | 1546–1553       | |
| Andrzej Czarnkowski                                                                                         | 1553–1562       | |
| Adam Konarski                                                                                               | 1562–1574       | |
| vacant |                 | |
| Łukasz Kościelski                                                                                           | 1577–1597       | |
| Jan Tarnowski                                                                                               | 1598–1600       | després bisbe de Włocławek, arquebisbe de Gniezno i primat de Polònia                                                                                   |
| Wawrzyniec Goślicki                                                                                         | 1601–1607       | |
| Andrzej Opaliński                                                                                           | 1607–1623       | |
| Jan Wężyk                                                                                                   | 1624–1627       | després arquebisbe de Gniezno i primat de Polònia |
| Maciej Łubieński                                                                                            | 1627–1631       | després bisbe de Włocławek, arquebisbe de Gniezno i primat de Polònia                                                                                   |
| Adam Nowodworski                                                                                            | 1631–1634       | |
| Henryk Firlej                                                                                               | 1635            | |
| Andrzej Szołdrski                                                                                           | 1636–1650       | |
| Florian Kazimierz Czartoryski                                                                               | 1650–1655       | després bisbe de Włocławek, arquebisbe de Gniezno i primat de Polònia                                                                                   |
| Wojciech Tolibowski                                                                                         | 1655–1663       | |
| Stefan Wierzbowski                                                                                          | 1664–1687       | |
| Stanisław Witwicki                                                                                          | 1688–1698       | |
| Mikołaj Święcicki                                                                                           | 1699–1707       | |
| vacant |                 | |
| Mikołaj Bartłomiej Tarło                                                                                    | 1710–1715       | |
| Krzysztof Antoni Szembek                                                                                    | 1716–1720       | després bisbe de Włocławek, arquebisbe de Gniezno i primat de Polònia                                                                                   |
| Piotr Tarło                                                                                                 | 1721–1722       | |
| Jan Joachim Tarło                                                                                           | 1722–1732       | |
| Stanisław Józef Hozjusz                                                                                     | 1733–1738       | |
| Teodor Kaziemirz Czartoryski                                                                                | 1739–1768       | |
| Andrzej Stanisław Młodziejowski                                                                             | 1768–1780       | |
| Antoni Onufry Okęcki                                                                                        | 1780–1793       | |
| Ignacy Raczyński                                                                                            | 1794–1807       | després arquebisbe de Gniezno i primat de Polònia |
| vacant |                 | |
| Tymoteusz Gorzeński                                                                                         | 1809–1821       | després arquebisbe de Gniezno i primat de Polònia |
| El 1821 elevat al estatus de metropolità en unió personal amb l'arquebisbat de Gniezno (primat de Polònia). |                 | |
| Tymoteusz Gorzeński                                                                                         | 1821–1825       | |
| vacat |                 | |
| Teofil Wolicki                                                                                              | 1828–1829       | |
| vacat |                 | |
| Marcin Dunin                                                                                                | 1831–1842       | |
| vacat |                 | |
| Leon Przyłuski                                                                                              | 1845–1865       | |
| Mieczysław Halka Ledóchowski                                                                                | 1866–1886       | cardenal |
| Juliusz Dinder                                                                                              | 1886–1890       | |
| Florian Oksza Stablewski                                                                                    | 1891–1906       | |
| vacant |                 | |
| Edward Likowski                                                                                             | 1914–1915       | |
| Edmund Dalbor                                                                                               | 1915–1926       | cardenal |
| August Hlond                                                                                                | 1926–1946       | cardenal, després de 1946 arquebisbe de Gniezno i bisbe de Varsòvia, i primat de Polònia                                                                |
| El 1946 es va diossoldre la unió personal entre els arquebisbats de Poznań i Gniezno                        |                 | |
| Walenty Dymek                                                                                               | 1946–1956       | |
| Antoni Baraniak                                                                                             | 1957–1977       | |
| Jerzy Stroba                                                                                                | 1978–1996       | |
| Juliusz Paetz                                                                                               | 1996–2002       | |
| Stanisław Gądecki                                                                                           | des de 2002     | |